# Strychnos congolana
Strychnos congolana är en tvåhjärtbladig växtart som beskrevs av Ernest Friedrich Gilg. Strychnos congolana ingår i släktet Strychnos och familjen Loganiaceae. Inga underarter finns listade i Catalogue of Life.